# Resolució 1757 del Consell de Seguretat de les Nacions Unides
La Resolució 1757 del Consell de Seguretat de les Nacions Unides fou adoptada el 30 de maig de 2007. Després de recordar les resolucions anteriors sobre el Líban el Consell va autoritzar l'establiment d'un tribunal internacional per jutjar els responsables de l'assassinat del primer ministre Rafik Hariri i uns altres 22 al febrer de 2005, encara que alguns membres van advertir que aquest moviment podria tenir repercussions polítiques greus perquè el Consell estava superant autoritat i interferència en assumptes libanesos. La resolució fou aprovada amb deu vots a favor, cap en contra i cinc abstencions (Xina, Indonèsia, Qatar, la Federació de Rússia i Sud-àfrica)

## Detalls
El Consell de Seguretat, en virtut del Capítol VII de la Carta, dona al Govern libanès fins al 10 de juny per "notificar per escrit a les Nacions Unides que s'han complert els requisits legals per a la seva entrada en vigor", permetent així que les faccions libaneses arribin a un acord intern de 10 dies abans que entri en vigor.
Els requisits acordats entre el cos mundial i el Líban el novembre passat s'adjunten a la resolució, juntament amb l'estatut fundacional de 30 articles del Tribunal. La mesura respon a una petició del primer ministre libanès Fouad Siniora, però el Parlament del país no ha aprovat el pla perquè el ponent Nabih Berri no ha convocat la cambra.
Conscient de la demanda del poble libanès que tots els responsables del bombardeig terrorista del 14 de febrer de 2005 que van matar a l'ex-primer ministre libanès i unes altres 22 persones fossin identificats i portats a la justícia, el Consell també va demanar al Secretari General Ban Ki-moon que coordinés, quan correspongui, amb el Govern del Líban, a adoptar les mesures i mesures necessàries per establir el Tribunal "en forma oportuna" i informar al Consell en un termini de 90 dies sobre l'aplicació de la resolució. El lloc del tribunal es decidirà en consultes amb Beirut i el país que l'acolliria. Les despeses del tribunal serien assumides pels Estats membres de les Nacions Unides, llevat que el Líban pogués assumir aquesta responsabilitat